# Oscar Colbrandt
Oscar Colbrandt (Gent, 15 juli 1879 – 5 december 1959) was een Belgisch kunstschilder.

## Levensloop
Als twaalfjarige volgde Colbrandt reeds de leergang "lijntekenen" in de klas van E. De Bie aan de Koninklijke Academie voor Schone Kunsten te Gent. Van 1892 tot 1896 gaven Louis Mast, Jean Delvin en Jules Evarist Van Biesbroeck de jonge Colbrandt er tekenles in de lagere klassen. Van 1896 tot 1900 was hij leerling van Louis Tytgadt in de tekenklas "levend model". In de hoogste tekenklas 1899-1900 had Colbrandt onder meer Robert Aerens, Leonard De Buck, Jules Verwest, Karel Van Belle, Willem Montobio, Leon Sarteel, Gust Crommelinck en Frits Van den Berghe als klasgenoten. Hij volgde de cursus kunstgeschiedenis bij Jean Delvin en hij legde zich na de eeuwwisseling kortstondig toe op het beeldhouwen (1900-1902). In 1904 en 1907 deed hij vruchteloos een gooi naar de Romeprijs voor schilderkunst.
Oscar Colbrandt debuteerde als portretschilder. Na de Eerste Wereldoorlog kwam Oscar Colbrandt in de ban van de heropleving van de religieuze kunst. Vanaf 1923 bracht hij nog enkel religieus werk voort. Als religieus kunstenaar was Oscar Colbrandt volkomen authentiek door zijn strenge, ascetische levenshouding. Christus aan het kruis, St. Franciscus en de Heilige Maagd waren drie geliefde thema's in zijn oeuvre. Het oeuvre bestaat uit enkele tientallen schilderijen en honderden tekeningen in potlood of houtskool.
Als jonge kunstschilder nam hij deel aan een aantal groepstentoonstellingen. Doordat hij schuw en argwanend was, was hij moeilijk in de omgang met anderen en leidde hij een eenzaam leven met als gevolg dat hij er nooit in geslaagd is carrière maken. 
Tijdens zijn leven heeft hij slechts één individuele tentoonstelling gehouden: in februari 1923 in de Galerie d'Art te Gent samen met de Gentse beeldhouwers Oscar Verlot en Emiel Poetou. Al na 1925 is hij niet meer terug te vinden in de officiële salons noch in Gentse galeries.
Ontmoedigd en verbitterd door het gebrek aan erkenning heeft Colbrandt omstreeks 1940 alle artistieke activiteit stopgezet.
Van 1942 tot 1949 verbleef hij in het Guislaingesticht te Gent. Van 1950 af verbleef hij er opnieuw tot enkele dagen voor zijn dood in 1959. Hij overleed er na een beenamputatie. Op 7 maart 1968 werd zijn stoffelijk overschot van de Westerbegraafplaats overgebracht naar het Campo Santo (Sint-Amandsberg).

## Musea
- Gent, Museum voor Schone Kunsten
- Sint-Martens Latem Museum Dhondt-Dhaenens [2]